# Helina lenta
Helina lenta är en tvåvingeart som beskrevs av Charles Howard Curran 1938. Helina lenta ingår i släktet Helina och familjen husflugor.
Artens utbredningsområde är Kongo. Inga underarter finns listade i Catalogue of Life.